# Донузлавська ВЕС
Донузлавська вітрова електростанція — державне підприємство, перша промислова вітрова електростанція в Україні. У 2014 році незаконо перейшла під контроль РФ, через окупацію Криму РФ.

## Історія
Будівництво ВЕС почалося в жовтні 1992 року. 6 травня 1993 року були введені в дію перші три вітроустановки (ВЕУ) типу USW 56-100 потужністю 107,5 кВт кожна. Станом на кінець 2005 — початок 2006 року підприємство «Донузлавська вітрова електростанція» це кілька ВЕС розташованих в Криму:
- Донузлавська ВЕС потужністю 10,9 МВт (101 ВЕУ типу USW 56-100);
- Судацька ВЕС потужністю 6,3 МВт (58 ВЕУ типу USW 56-100);
- Чорноморська ВЕС потужністю 1,2 МВт (2 ВЕУ типу Т 600-48 потужністю по 0,6 МВт).[1]

Середня кількість працівників підприємства в 2004—2005 роках становила 81 особу.
14 листопада 2008 р. Міністерство палива та енергетики України ухвалило рішення про входження ДП «Донузлавська ВЕС» до складу НАЕК «Енергоатом». У грудні 2008-го Правління Компанії погодило створення відокремленого підрозділу «Донузлавська ВЕС» НАЕК «Енергоатом».
Донузлавська ВЕС здійснює будівництво та експлуатацію вітрових електростанцій в Автономній Республіці Крим.
Донузлавська ВЕС — це одна з найбільших вітчизняних вітроелектростанцій, що має 97 робочих вітроустановок потужністю 10,4 МВт.
Вітрогенеруючі установки які були встановлені на Донузлавській ВЕС, мали в основі вітротурбіни типу USW 56-100, які були виготовлені за ліцензією американської фірми «Kenetech Windpower», і комплектувались генереторами електричної енергії потужністю 107,5 кВт (кожний) виробництва Новокаховського електромашинобудівного заводу.